# Gosmore
Gosmore är en by i civil parish St. Ippolyts, i distriktet North Hertfordshire, i grevskapet Hertfordshire, i England. Byn är belägen 6 km från Letchworth Garden City. Byn hade 618 invånare år 2021.